# Simón Diaz
Simón Narciso Díaz Márquez (Barbacoas, Guárico, 1928 - Caracas, 2014), mais conhecido como Simón Díaz, foi um cantor, músico, compositor e poeta venezuelano, um dos maiores expoentes musicais que tem tido Venezuela.

## Discografía
A seguir, apresenta-se uma discografía o mais exhaustiva possível de Simón Díaz.
| Año  | Título                                                                 |
| 1963 | Parranda Criolla                                                       |
| 1964 | ¡Ya Llegó Simón!                                                       |
| 1964 | De Parranda con Simón                                                  |
| 1965 | Criollo y Sabroso                                                      |
| 1966 | Caracha Negro                                                          |
| 1966 | Gaitas y Parrandas con Simón                                           |
| 1967 | Simón En Salsa, Simón En Gaita                                         |
| 1968 | Simón 69                                                               |
| 1969 | Gaita 70                                                               |
| 1970 | Simón 71                                                               |
| 1971 | Hugo y Simón: La Gaita de las Cuñas                                    |
| 1972 | Tonadas                                                                |
| 1973 | La Gaita de las Cuñas: El Candidato Chévere. ¡Vota por Él!             |
| 1974 | Las Gaitas de Simón: Enemigo Público N.º1                              |
| 1975 | Las Gaitas de Simón: ¿Culpable?                                        |
| 1976 | Tonadas Vol.2                                                          |
| 1976 | Las Gaitas de Simón: Cuñas, Locas, Borrachitos                         |
| 1977 | Las Gaitas de Simón                                                    |
| 1978 | Canciones Criollas                                                     |
| 1978 | Tonadas y Canciones Vol.4                                              |
| 1979 | Navidad Criolla                                                        |
| 1980 | Golpe y Pasaje: Caballo Viejo                                          |
| 1981 | Música Folklórica y Popular de Venezuela en Contrapunto                |
| 1982 | Tonadas Favoritas                                                      |
| 1982 | Las Gaitas De Simón                                                    |
| 1983 | Simón Bolívar cantado por su tocayo                                    |
| 1983 | El Cuatro y el Interés                                                 |
| 1983 | Las Gaitas de Simón: ¿Usted me reconoce?                               |
| 1984 | Las Gaitas de Simón                                                    |
| 1989 | Un Buen Venezolano                                                     |
| 1989 | Sus Grandes Éxitos                                                     |
| 1993 | Amor Enguayabao                                                        |
| 1994 | Cuenta y Canta Vol. 1                                                  |
| 1994 | Cuenta y Canta Vol. 2                                                  |
| 1993 | Amor Enguayabao                                                        |
| 1995 | Muy Venezolano, Vol. 1                                                 |
| 1995 | Muy Venezolano, Vol. 2                                                 |
| 1996 | Simón Díaz, Duetos. Edición Especial Aniversaria Banco Unión, 50 Años. |
| 1997 | Muy Venezolano, Vol. 3                                                 |
| 1998 | Duetos                                                                 |
| 1999 | Muy Venezolano, Vol. 4                                                 |
| 1999 | Recuerda y Canta                                                       |
| 1999 | Mano a mano con los niños: Fauna viva                                  |
| 1999 | Aguinaldos y Tradiciones                                               |
| 2000 | Amorosamente                                                           |
| 2000 | Muy Venezolano, Vol. 5                                                 |
| 2002 | Tangos                                                                 |
| 2002 | Muy Venezolano, Vol. 6                                                 |
| 2006 | Mis Canciones                                                          |
| 2013 | A Venezuela                                                            |

## Veja-se também
- Cultura de Venezuela